# Acanthemblemaria crockeri
Acanthemblemaria crockeri är en fiskart som beskrevs av Charles William Beebe och Tee-van, 1938. Acanthemblemaria crockeri ingår i släktet Acanthemblemaria och familjen Chaenopsidae. IUCN kategoriserar arten globalt som livskraftig. Inga underarter finns listade i Catalogue of Life.